# Varronia rosei
Varronia rosei är en strävbladig växtart som först beskrevs av Ellsworth Paine Killip, och fick sitt nu gällande namn av A. Borhidi. Varronia rosei ingår i släktet Varronia och familjen strävbladiga växter. Inga underarter finns listade i Catalogue of Life.